# Przygody Błękitnego Rycerzyka (film)
Przygody Błękitnego Rycerzyka – polski film animowany z 1983 roku, którego premiera miała miejsce w roku 1984. Film jest kinową wersją popularnego serialu animowanego o tym samym tytule.

## Produkcja
Film zrealizowano w Studio Filmów Rysunkowych w Bielsku-Białej i laboratorium Wytwórni Filmów Fabularnych w Łodzi przy wykorzystaniu materiałów z serialu z 1963 roku. Autorami scenariusza i dialogów byli Lechosław Marszałek i Leszek Mech. Film wyreżyserował Lechosław Marszałek. Autorem zdjęć był Mieczysław Poznański. Za autorstwo animacji odpowiadali: Jan Hoder, Zofia Malicka, Marian Wantoła, Józef Byrdy, Teresa Rokowska-Kliś, Wiktor Kasza, Roman Janeczko, Kazimierz Faber, Olech Płonka, Urszula Fraś, Henryka Chrobak. Muzykę do filmu stworzył Waldemar Kazanecki. Słowa piosenek napisali: Agnieszka Osiecka i Leszek Mech. Za dźwięk odpowiedzialny był: Otokar Balcy. Za kierownictwo produkcji odpowiadały: Romana Miś i Aleksandra Kordek. Film zmontował Alojzy Mol przy współpracy montażowej Ireny Hussar.

## Fabuła
Film nawiązuje w swojej treści do opowieści i ballad rycerskich. Jego akcja toczy się w świecie owadów. Jeden z nich, Błękitny Rycerzyk wędrując po świecie walczy z wrogami i ratuje z opresji księżniczki.

## Obsada
Głosu postaciom użyczyli:
- Hanna Mikuć – Mrówka (głos)
- Michał Bajor – Rycerzyk (głos)
- Krzysztof Kołbasiuk – Hrabia Tawulec (głos)
- Piotr Fronczewski – Giermek (głos)
- Wiesław Michnikowski – Mól (głos)
- Andrzej Stockinger – Szerszeń (głos)
- Ewa Kania – Królowa Motyli (głos)
- Joanna Szczepkowska – Księżniczka (głos)
- Mirosław Konarowski – Paź Królowej (głos)
- Andrzej Gawroński – Jelonek (głos)
- Alibabki – chór

## Nagrody
Reżyser Lechosław Marszałek został nagrodzony:
- 1983 – Wielka Nagroda na MFF dla Dzieci i Młodzieży w Giffoni Valle Piana
- 1984 – Brązowe Koziołki oraz Nagroda Jury Dziecięcego Marcinek na Międzynarodowym Festiwal Filmów Młodego Widza „Ale Kino!” w Poznaniu